# I. Andronikosz bizánci császár
I. Andronikosz, magyarosan I. András (ógörögül: Ανδρόνικος Αʹ Κομνηνός), (Konstantinápoly, 1122 – Konstantinápoly, 1185. szeptember 12.) bizánci császár (uralkodott 1183 októberétől haláláig), I. (Nagy) Mánuel unokatestvére, a Komnénosz-dinasztia hatodik tagja volt. Kalandos életutat járt be, mire megszerezte a trónt Mánuel fiától, II. Alexiosztól. Rövid uralkodása alatt terrorisztikus eszközökkel próbálta visszaszorítani az arisztokrácia hatalmát és feljavítani a bizánci államgépezet működését, de bel- és külpolitikája egyaránt kudarcot vallott, és végül a nemesség egy képviselője vette át hatalmát.

## Császári szolgálatban
I. Alexiosz császár Iszaakiosz nevű, szebasztokratóri rangú fiának volt a gyermeke első, Eiréné nevű feleségétől. Kiváló képzést kapott, amihez megnyerő külső és kiváló katonai tehetség párosult. Nagybátyja, II. (Szép) János alatt 1141-ben a szeldzsukok fogságába esett, ahonnan csak a következő évben váltották ki. Unokatestvére, a vele körülbelül egyidős Mánuel udvarában is élvezte az uralkodói kegyeket. Konstantinápolyban azonban botrányos szerelmi afférba keveredett: unokahúgát, Eudoxia hercegnőt tette a szeretőjévé, akinek fivérei elől alig tudott elmenekülni. 1152-ben Kilikia élére nevezték ki, és miután nem sikerült bevennie Mopszuesztia városát, ismét a tartományba küldték.

## Száműzetésben
1153-ban összeesküvést szőtt Mánuel ellen, amibe még az ellenséges II. Géza magyar királyt is bevonta: siker esetén Andronikosz Belgrádot, Barancsot és Ništ adta volna neki. A konspirációt azonban felgöngyölítették, Andronikoszt pedig börtönbe vetették. Számos sikertelen kísérlet után végül 1164-ben sikerült elszöknie, és meg sem állt Jaroszláv fejedelem halicsi udvaráig. Mivel Jaroszlávot sikerült a magyarok ellen hangolnia, bocsánatot nyert a császártól, és részt vett a következő évek magyarországi hadjárataiban. 1168-ban ismét kiesett a kegyekből, amikor nem volt hajlandó hűséget esküdni a bizánci trónörökössé kinevezett Béla hercegnek. Kilikiába küldték, ahonnan jobbnak látta Rajmund fejedelemhez menekülni Antiochiába. Itt elcsábította Philippa hercegnőt, a bizánci Mária császárné testvérét, amiért tovább kellett menekülnie. Amalrik jeruzsálemi király szívesen fogadta, és kinevezte Bejrút hűbérurává. A heves vérű Andronikosz ezúttal is elcsábított egy bizánci hercegnőt, III. Balduin király özvegyét, Theodórát, Mánuel unokahúgát. A veszélyesre forduló helyzetből kelet felé menekült szeretőjével: Núr ad-Dínhoz, a szír térség urához ment Damaszkuszba, majd hosszú útra indult: Perzsián keresztül, a Kaszpi-tenger megkerülésével, a Kaukázuson átkelve érkezett vissza a Fekete-tenger déli partvidékére, Oinaionba, a Komnénosz-família fészkébe. Itteni kastélyából több betörést hajtott végre a szomszédos területek ellen, de egy alkalommal távollétében a trapezunti kormányzó rajtaütött a lakhelyén, elfogta Theodórát és két gyermeküket, akiket a fővárosba küldött. Ezt hallva Andronikosz 1180 elején személyesen ment Konstantinápolyba, ahol láncokat magára öltve könyörgött Mánuel előtt a bocsánatért. A császár kegyesen megengedte, hogy „családjával” visszatérjen Pontoszba.

## A hatalomátvétel
Mánuel 1180 szeptemberében meghalt, a trónon pedig kiskorú fia, II. Alexiosz követte. Alexioszt anyja, Antiochiai Mária és kegyence, Mánuel unokaöccse, Alexiosz Komnénosz prótoszebasztosz irányította. Nyugati orientációjukat a görög lakosság, hatalmukat a Komnénoszok nehezményezték; ezzel párhuzamosan Magyarország és Anatólia felől egyaránt betörések érték a Birodalmat. A latinellenes párt vezéralakja Andronikosz volt, aki sereget gyűjtve Khalkédónba vonult. Az ellene küldött flotta parancsnoka, Andronikosz Kontosztephanosz átállt hozzá, így 1182 tavaszán átkelhetett a fővárosba. Az üdvrivalgó tömeg a városban tartózkodó nyugatiakra támadt, és tízezreket mészárolt le. Andronikosz gondoskodott a politikai ellenfeleiről is: Mária anyacsászárnét és kegyencét vérpadra küldette Alexiosszal, és hasonlóképpen járt a kiskorú uralkodó korábban hiába konspiráló nővére, Komnéna Mária és férje, Montferrati Rainer. Andronikosz 1183 szeptemberében neveztette ki magát társcsászárrá, majd októberben csatlósaival megfojtatta Alexioszt, károsnak nyilvánítva a kettős kormányzást. A trónt elfoglaló Andronikosz a legitimitását megerősítendő feleségül vette Alexiosz jegyesét (vagy özvegyét), az Annának nevezett Capet Ágnest, VII. Lajos francia király lányát.

## Uralkodása
Andronikosz rövid uralkodása során minden téren erőszakos politikát folytatott, ami bizonyos területeken pozitívnak bizonyult, de a terrorisztikussá fajuló intézkedések összességében destabilizálták a császárságot. A könyörtelen fellépésnek köszönhetően megszűnt a hivatalok adás-vétele, az állami intézményekben visszaszorult a korrupció, a megfélemlített adóbérlők visszaélései érezhetően csökkentek, az államigazgatásba pedig igyekeztek tehetséges hivatalnokokat felvenni. Andronikosz egyúttal harcot indított a mintegy egy évszázada a haderő gerincét képező földbirtokos arisztokrácia ellen is, érzékeny károkat okozva a bizánci seregnek. Agresszív fellépése lázongást és összeesküvéseket váltott ki a nemesség köréből, ami fokozta a császár bizalmatlanságát, és mind véresebb eszközök alkalmazására késztették: a tömeges kivégzések nem voltak ritkák Andronikosz idején. A brutalitás a császári családot sem kímélte, így nem meglepő, hogy egyik rokona, Komnénosz Izsák 1184-ben Ciprusra menekült, ahol császárrá kiáltotta ki magát. Andronikosz a sziget elszakadása ellen nem tudott mit tenni, így Izsák baráti körén töltötte ki bosszúját.
A külpolitikai helyzet sem alakult túl biztatóan, amin nem változtatott, hogy 1184-ben Andronikosz felvette az 1171-es háborúval megszakadt kapcsolatot a Velencei Köztársasággal, illetve a Szíriát és Egyiptomot egyesítő Szaladin szultánnal. A Mánuel szövetségesévé vált magyarok és hűségére kényszerített szerbek már Alexiosz uralkodása alatt fellázadtak, és 1183-ban Nišig és Szófiáig törtek előre. III. Béla 1185-ben ismét idáig jutott, miközben Nemanja István szerbjei délen ragadtak el több területet Bizánctól. A mai Montenegró területén lévő Zetát (másképp Diokleiát/Duklját) elfoglalva egyesítették Raškával, így létrehozva Szerbiát.
Az elégedetlen bizánci nemesség egy régi ellenfelet is megkeresett: a dél-itáliai normannok királya, II. Vilmos örömmel ragadott kardot hívásukra. A normann flotta elragadta Korfut, Kephaléniát és Zakünthoszt, miközben az Épeiroszban partra szálló katonák 1185 júniusában bevették Dürrakhiont. Akadálytalanul vonultak Thesszalonikéig, amit a tenger és a szárazföld felől támadva néhány hét alatt bevettek: augusztus 24-i diadalukat a városlakók brutális lemészárlásával koronázták meg. Ezután megindultak Szerrhész és Konstantinápoly felé.

## A bukás

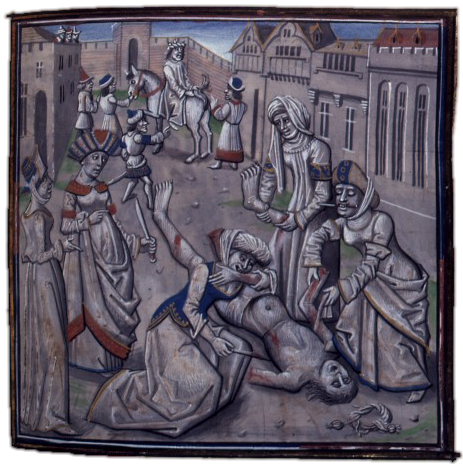
Andronikosz megaláztatása és halála. Illusztráció Türoszi Vilmos krónikájából, 15. század

A normannok közeledésének és brutális thesszalonikéi győzelmének híre iszonyú pánikot keltett  Konstantinápolyban, a császár pedig igyekezett minden sereget a főváros közelében összegyűjteni, hogy kivédje a csapást. Míg ezt szervezte, a Mánuel oldalán felemelkedett Iszaakiosz Angelosz a letartóztatás elől a Hagia Szophiába menekült, ahonnan fellázította a lakosságot. Az őrjöngő tömeg megtámadta a visszatérő Andronikoszt, és napokon át a legkegyetlenebb módokon kínozta holttestét: haját és fogait kitépték, egyik szemét kinyomták, forró vizet öntöttek az arcába; végül a Hippodromba vitték, ahol nyugati zsoldosok tovább kaszabolták. A borzalmas procedúrát a holttest kettészakítása pecsételte meg. Andronikosz halálhírére társcsászárrá fogadott fiát, Ióannészt saját katonái gyilkolták meg Trákiában, Manuél nevű fiát pedig megvakították. A trónt Iszaakiosz Angelosz szerezte meg. A két évtizeden belül kialakuló Trapezunti Császárságot I. Andronikosz utódai kormányozták megszűnéséig.

## Házasságai, utódai
Kétszer nősült. Első, ismeretlen feleségétől három gyermeke született:
- Manuél (1145–1185?), Ruszadan grúz hercegnő férje, a Trapezunti Császárságot alapító Alexiosz és David Komnénosz apja
- Ióannész (1160 k. – 1185)
- Maria

Capet Ágnestől nem származtak utódai. Számos szeretője közül Theodóra Komnénétől két gyermekét ismerjük: Alexioszt, a grúz Andronikasvili család feltételezett ősét, illetve Eirénét, akit uralkodása alatt Mánuel törvénytelen fiához, Alexioszhoz adott feleségül.